# Ліфтування
Ліфтування (рос. лифтирование; англ. lifting; нім. Lift m) — підіймання флюїду по свердловині. Розмовне — «ліфтинг».

## Крива ліфтування
Крива ліфтування (рос. лифтирования кривая; англ. lifting curve; нім. Liftkurve f) — графічна залежність об'ємної витрати рідини q від об'ємної витрати газу Vо, приведеної до нормальних умов, тобто q(Vо).

## Режими ліфтування
Ліфтування режим максимальний (рос. лифтирования режим максимальный, англ. peak mode of lifting, нім. maximaler Liftbetrieb m) — режим піднімання рідини в газорідинному піднімачі, який характеризується максимальною подачею рідини за ліфтування кривою.
Ліфтування режим нульовий (рос. лифтирования режим нулевой, англ. zero regime of lifting, нім. Null-Liftbetrieb m) — режим роботи газорідинного піднімача, який характеризується подаванням рідини, що дорівнює нулю, при найменшій об'ємній витраті газу за ліфтування кривою
Ліфтування режим оптимальний (рос. лифтирования режим оптимальный, англ. optimum regime of lifting, нім. optimaler Liftbetrieb m) — режим піднімання рідини в газорідинному піднімачі, який характеризується об'ємною витратою рідини q і об'ємною витратою газу Vо, зведеною до нормальних умов, за яких коефіцієнт корисної дії піднімача є максимальним, а питома витрата газу — мінімальною. Л.р.о. встановлюється в точці дотику дотичної, проведеної з початку координат залежності q-V, до ліфтування кривої q(Vо).